# Trichoplax
Trichoplax är ett släkte av djur. Trichoplax ingår i familjen Trichoplacidae, fylumet Placozoa och riket djur.
Släktet innehöll tidigare endast arten Trichoplax adhaerens, upptäckt 1883, men ytterligare en art särskiljdes 2017 och en tredje 2019. Trichoplax är enda släktet i familjen Trichoplacidae.